# Hansjörg Vogel
Hansjörg Vogel (ur. 16 marca 1951 w Bernie) – szwajcarski teolog katolicki, w latach 1976-1995 duchowny rzymskokatolicki. Od kwietnia 1994 do czerwca 1995 był biskupem Bazylei, jednak zrezygnował z tego stanowiska i w ogóle z kapłaństwa po tym, jak wyszło na jaw, iż już jako biskup został ojcem dziecka.

## Życiorys
Święcenia kapłańskie przyjął 28 listopada 1976 w diecezji Bazylei. 14 stycznia 1994 został wybrany ordynariuszem tej diecezji, zaś 3 lutego 1994 papież Jan Paweł II zatwierdził go na tym stanowisku. Sakry udzielił mu 4 kwietnia 1994 Otto Wüst, jego poprzednik na tej stolicy biskupiej. 2 czerwca 1995 zrezygnował z kierowania diecezją, wkrótce później opuścił stan kapłański i poślubił matkę swojego dziecka. W latach 2001–2011 pracował w administracji kantonu Lucerna, później przeszedł na emeryturę.